# HD83940
HD83940 — хімічно пекулярна зоря спектрального класу
A6 й має видиму зоряну величину в смузі V приблизно 10,1.